# Alain Roche
Cet article concerne le footballeur. Pour le pianiste, voir Alain Roche (pianiste).
Alain Roche, né le 14 octobre 1967 à Brive-la-Gaillarde (Corrèze), est un footballeur international français, devenu par la suite consultant dans les médias.
Mesurant 1,82 m, il évoluait au poste de défenseur central. Il a porté, entre autres, les couleurs des Girondins de Bordeaux et du Paris Saint-Germain. Il compte 25 sélections en équipe de France. Il achève sa carrière en 2002, après son retour dans son club formateur.
Il est directeur sportif des Girondins de Bordeaux entre le 10 août 2020 et le 7 octobre 2021.

## Biographie
Alain Roche passe la majorité de sa carrière aux Girondins de Bordeaux et au Paris Saint-Germain.
En 1983, il fait partie de l'équipe de France juniors B1 aux côtés de Christophe Galtier et Franck Silvestre. Il dispute le Tournoi de Montaigu la même année.
Il fait ses débuts professionnels le 19 novembre 1985 avec Bordeaux contre Brest, il remplace Giresse à la 60e minute et en profite pour marquer son 1er but à la dernière minute de jeu.
Après trois saisons en tant que titulaire à Bordeaux, il est transféré contre son gré à l'Olympique de Marseille, en compagnie de Jean Tigana, car les Girondins ont de grandes difficultés financières. Il ne s'impose pas à Marseille, malgré 25 matchs joués, mais Gérard Gili ne le fait pas jouer à son poste de prédilection, mais à un poste de milieu défensif.
Il joue ensuite deux saisons à Auxerre, où Guy Roux le relance, ce qui lui permet de retrouver l'équipe de France.
À l'été 1992, il est transféré au Paris Saint-Germain, où il remplace Geraldão parti au Mexique. Avec le club de la capitale, Alain se forge un grand palmarès avec notamment le titre de Champion de France en 1994 et la Coupe d'Europe des vainqueurs de coupe en 1996.
Diminué par des blessures à partir de 1995 (avec notamment une rupture des ligaments croisés contractée à l'été 1995 qui lui font louper une bonne partie de la saison 1995-96), il reste néanmoins inamovible dans le onze parisien, mais doit quitter le club à l'été 1998, victime du grand nettoyage effectué par Charles Biétry à la présidence du PSG.
Il est alors recruté à l'étranger, dans un club espagnol à Valence, où il accroche une place de titulaire lors de sa première saison. Il marque notamment un doublé contre le Real Madrid en Coupe du Roi, Valence s'impose 6-0. Il remporte alors la Copa Del Rey avec son club.  
Mais il ne joue quasiment pas lors de sa 2e saison (deux matchs de championnat) et fait donc son retour dans son club formateur à l'été 2000 pour deux saisons, avant de prendre sa retraite à la fin de la saison 2001-2002 pour devenir responsable des relations publiques au sein des Girondins.
Sélectionné à 25 reprises en équipe de France, il fait partie de l'équipe de France qui se fait battre par la Bulgarie le 17 novembre 1993, signifiant ainsi sa non-participation à la Coupe du monde 94 aux États-Unis. Il participe à l'Euro 1996, où la France arrive jusqu'en demi-finale.
Il commente certains matchs de la Coupe du monde de football de 2002 en compagnie de Philippe Houy sur TF1. En octobre 2002, il intègre la cellule de recrutement du Paris-Saint-Germain en tant que responsable avant d'être promu directeur sportif en juin 2003. Il est écarté de ce poste un an plus tard mais reste au club et devient alors chargé des relations publiques. En 2004, il prête sa voix avec Christophe Josse au jeu vidéo de chez EA UEFA Euro 2004.
Il remplace en juin 2006 Jean-Michel Moutier à la tête du sportif au PSG. Il est d'abord nommé directeur délégué aux questions sportives puis directeur du recrutement en 2007 (avec des fonctions de directeur sportif). Quand les Qataris investissent dans le club, ses responsabilités diminuent grandement avec l'arrivée de Leonardo au poste de directeur sportif dans un rôle de manager général. Se recentrant sur ses tâches au sein de la cellule de recrutement. Il est évincé fin août 2012 du Club.
Depuis 2013, il commente régulièrement des matchs de Ligue 1 pour le compte d'Orange dans le cadre de l'exploitation des droits de diffusion sur tablettes et mobiles. Il commente les matchs de l'équipe de France espoirs sur D17 et la rediffusion de la meilleure affiche de Ligue des champions sur D8 (diffusée sur Canal+ quelques heures plus tôt). Parallèlement, il intervient sur Eurosport, I-Télé, Sport365 et W9.
Le 28 mai 2016, il commente la finale de la Ligue des champions entre le Real Madrid et l'Atlético de Madrid en direct sur D8 en compagnie d'Alexandre Delpérier. Ils ne sont pas reconduit l'année suivante, laissant la place aux commentateurs de la chaîne sœur Canal+. Depuis 2016, il est également consultant sur les chaînes du groupe Canal+, il participe notamment aux émissions Jour de foot, 19H30 Sport, au Canal Football Club et au Canal Sports Club.
En février 2019, il devient consultant à la radio pour Europe 1. Il intervient dans les tranches d'information et dans Europe 1 Sport pour les commentaires des grands matchs en lieu et place de Raymond Domenech.
Le 10 août 2020, il devient directeur sportif des Girondins de Bordeaux et quitte ses activités médiatiques. Il quitte ce poste le 7 octobre 2021 et reprend ses activités médiatiques (Canal+, Europe 1).

## Statistiques

### Générales
| Saison                | Club                   | Championnat           | Championnat | Championnat | Coupe(s) nationale(s) | Coupe(s) nationale(s) | Compétition(s) continentale(s) | Compétition(s) continentale(s) | Compétition(s) continentale(s) | France | France | Total | Total |
| Saison                | Club                   | Division              | M.          | B.          | M.                    | B.                    | Comp.                          | M.                             | B.                             | M.     | B.     | M.    | B.    |
| 1985-1986             | Girondins de Bordeaux  | Division 1            | 18          | 2           | 10                    | 0                     | -                              | -                              | -                              | -      | -      | 28    | 2     |
| 1986-1987             | Girondins de Bordeaux  | Division 1            | 28          | 0           | 10                    | 0                     | C2                             | 5                              | 0                              | -      | -      | 43    | 0     |
| 1987-1988             | Girondins de Bordeaux  | Division 1            | 34          | 2           | 1                     | 0                     | C1                             | 6                              | 0                              | -      | -      | 41    | 2     |
| 1988-1989             | Girondins de Bordeaux  | Division 1            | 33          | 0           | 0                     | 0                     | C3                             | 5                              | 1                              | 2      | 0      | 40    | 1     |
| Sous-total            | Sous-total             | Sous-total            | 113         | 4           | 21                    | 0                     | -                              | 16                             | 1                              | 2      | 0      | 152   | 5     |
| 1989-1990             | Olympique de Marseille | Division 1            | 25          | 0           | 2                     | 0                     | C1                             | 2                              | 0                              | -      | -      | 29    | 0     |
| Sous-total            | Sous-total             | Sous-total            | 25          | 0           | 2                     | 0                     | -                              | 2                              | 0                              | -      | -      | 29    | 0     |
| 1990-1991             | AJ Auxerre             | Division 1            | 38          | 2           | 3                     | 0                     | -                              | -                              | -                              | -      | -      | 41    | 2     |
| 1991-1992             | AJ Auxerre             | Division 1            | 38          | 5           | 2                     | 0                     | C3                             | 4                              | 0                              | -      | -      | 44    | 5     |
| Sous-total            | Sous-total             | Sous-total            | 76          | 7           | 5                     | 0                     | -                              | 4                              | 0                              | -      | -      | 85    | 7     |
| 1992-1993             | Paris Saint-Germain    | Division 1            | 34          | 4           | 5                     | 1                     | C3                             | 8                              | 0                              | 5      | 1      | 52    | 6     |
| 1993-1994             | Paris Saint-Germain    | Division 1            | 30          | 2           | 4                     | 0                     | C2                             | 7                              | 0                              | 7      | 0      | 48    | 2     |
| 1994-1995             | Paris Saint-Germain    | Division 1            | 32          | 2           | 10                    | 1                     | C1                             | 11                             | 1                              | 6      | 0      | 59    | 4     |
| 1995-1996             | Paris Saint-Germain    | Division 1            | 14          | 0           | 2                     | 0                     | C2                             | 4                              | 0                              | 5      | 0      | 25    | 0     |
| 1996-1997             | Paris Saint-Germain    | Division 1            | 21          | 0           | 1                     | 0                     | C2                             | 4                              | 1                              | -      | -      | 26    | 1     |
| 1997-1998             | Paris Saint-Germain    | Division 1            | 22          | 0           | 8                     | 0                     | C1                             | 6                              | 0                              | -      | -      | 36    | 0     |
| Sous-total            | Sous-total             | Sous-total            | 153         | 8           | 30                    | 2                     | -                              | 40                             | 2                              | 23     | 1      | 246   | 13    |
| 1998-1999             | Valence CF             | Primera División      | 29          | 0           | 5                     | 2                     | C3                             | 3                              | 1                              | -      | -      | 37    | 3     |
| 1999-2000             | Valence CF             | Primera División      | 2           | 0           | 0                     | 0                     | -                              | -                              | -                              | -      | -      | 2     | 0     |
| Sous-total            | Sous-total             | Sous-total            | 31          | 0           | 5                     | 2                     | -                              | 3                              | 1                              | -      | -      | 39    | 3     |
| 2000-2001             | Girondins de Bordeaux  | Division 1            | 27          | 2           | 3                     | 0                     | C3                             | 8                              | 0                              | -      | -      | 38    | 2     |
| 2001-2002             | Girondins de Bordeaux  | Division 1            | 19          | 0           | 4                     | 0                     | C3                             | 4                              | 0                              | -      | -      | 27    | 0     |
| Sous-total            | Sous-total             | Sous-total            | 46          | 2           | 7                     | 0                     | -                              | 12                             | 0                              | -      | -      | 65    | 2     |
| Total sur la carrière | Total sur la carrière  | Total sur la carrière | 444         | 21          | 70                    | 4                     | -                              | 77                             | 4                              | 25     | 1      | 616   | 30    |

### Buts internationaux
| Buts internationaux d'Alain Roche | Buts internationaux d'Alain Roche | Buts internationaux d'Alain Roche | Buts internationaux d'Alain Roche | Buts internationaux d'Alain Roche | Buts internationaux d'Alain Roche       | Buts internationaux d'Alain Roche | Buts internationaux d'Alain Roche | Buts internationaux d'Alain Roche | Buts internationaux d'Alain Roche |
| #                                 | Date                              | Lieu                              | Adversaire                        | Résultat                          | Compétition                             | Détail                            | Détail                            | Détail                            | Sél.                              |
| --------------------------------- | --------------------------------- | --------------------------------- | --------------------------------- | --------------------------------- | --------------------------------------- | --------------------------------- | --------------------------------- | --------------------------------- | --------------------------------- |
| 1er                               | 17 février 1993                   | Stade Ramat Gan, Tel Aviv, Israël | Israël                            | V 4 - 0                           | Éliminatoires de la Coupe du monde 1994 | 89e                               | du pied droit                     | 4-0                               | 6e                                |

## Palmarès

### En club
- Vainqueur de la Coupe d'Europe des Vainqueurs de Coupes en 1996 avec le PSG
- Champion de France en 1987 avec Bordeaux, en 1990 avec Marseille et en 1994 avec le PSG
- Vainqueur de la Coupe de France en 1986 et 1987 avec Bordeaux, en 1993, 1995 et 1998 avec le PSG
- Vainqueur de la Coupe d'Espagne en 1999 avec Valence
- Vainqueur de la Coupe de la Ligue en 1995 et 1998 avec le PSG
- Vainqueur du Tournoi de Paris en 1993 avec le PSG
- Vice-champion de France en 1988 avec Bordeaux, en 1993, 1996 et 1997 avec le PSG

### En sélection
- Champion d'Europe Espoirs en 1988

### Distinctions individuelles
- Élu meilleur joueur français de l'année France Football en 1992
- Oscar d'Honneur pour l'ensemble de sa carrière en 2003[9].

### Statistiques
- 413 matchs et 21 buts en Division 1
- 31 matchs en Primera División
- 25 matchs et 1 but en Ligue des Champions
- 20 matchs et 1 but en Coupe d'Europe des Vainqueurs de Coupe
- 32 matchs et 2 buts en Coupe de l'UEFA

### Records individuels

#### En club
- Fait partie des joueurs (avec Patrick Battiston et Bernard Gardon) à avoir remporté le Championnat de France avec 3 clubs différents.
- Co-recordman du nombre de victoires en Coupe de France avec Marceau Somerlinck, Dominique Bathenay, Marquinhos, Thiago Silva et Ángel Di María, (5 victoires).

#### En équipe de France
- Membre de l'équipe alignant 30 matchs sans défaite entre le 16 février 1994 (Italie-France, 0-1) et le 9 novembre 1996 (Danemark-France, 1-0)